# La Pleta de Saga
La Pleta de Saga – miejscowość w Hiszpanii, w Katalonii, w prowincji Girona, w comarce Baixa Cerdanya, w gminie Ger.
Według danych INE z 2005 roku, miejscowość zamieszkiwało 36 osób.